# Élections législatives de 1956 dans l'Yonne
Les élections législatives de 1956 dans l'Yonne sont des élections françaises qui ont eu lieu le 2 janvier 1956 dans le département de l'Yonne dans le cadre des élections législatives françaises de 1956, sous la IVe République.
Ce sont les dernières élections législatives de la Quatrième république, après les élections de novembre 1946 et de juin 1951.

## Mode de scrutin
L'Assemblée nationale est composée de 626 sièges pourvus au scrutin proportionnel plurinominal suivant la règle de la plus forte moyenne dans le cadre départemental, sans panachage.
Le vote préférentiel est admis, en inscrivant un numéro d'ordre en face du nom d'un, de plusieurs ou de tous les candidats de la liste. Mais l'ordre ne pourra être modifié que si au moins la moitié des suffrages portés sur la liste est numéroté. Dans les faits les modifications ne dépasseront jamais les 7%.
La loi électorale du 7 mai 1951, dite loi des apparentements, reste en vigueur. Elle permet à la base une répartition des sièges à la représentation proportionnelle dans le département, mais si des listes « apparentées » avant le déroulement du scrutin obtiennent ensemble une majorité absolue de suffrages exprimés, elles reçoivent directement tous les sièges à pourvoir.
Dans le département de l'Yonne, quatre députés sont à élire.

## Élus
| Député sortant  | Parti | Parti    | Député élu ou réélu        | Parti | Parti      |
| --------------- | ----- | -------- | -------------------------- | ----- | ---------- |
| Jean Moreau     |       | CNIP     | Jean Moreau                |       | CNIP       |
| Jean Chamant    |       | CNIP     | Jean Lamale → Jean Chamant |       | UFF → CNIP |
| Victor Guichard |       | CNIP     | Jean Cordillot             |       | PCF        |
| Léon Noël       |       | Rép. soc | Jacques Piette             |       | SFIO       |

## Résultats

### Résultats à l'échelle du département
Un apparentement de type Front Républicain réunit les listes SFIO, Rad-soc, UDSR-CRAP et Rép. soc. 
Un apparentement est conclu en soutien à la majorité sortante, entre les listes CNIP-ARS et MRP.
Un dernier apparentement regroupe les trois listes poujadistes.
Ce dernier sera déclaré invalide le 30 mai par l'Assemblée, ce qui fera perdre sa place à Jean Lamale, mais permettra à Jean Chamant (CNIP) de retrouver son siège à l'Assemblée.
| Parti    | Parti | Tête de liste         | Résultats | Résultats | Appar. | Appar. | Sièges |
| Parti    | Parti | Tête de liste         | Voix      | %         | Voix   | %      | Nb.    |
| -------- | --- | --------------------- | --------- | --------- | ------ | ------ | ------ |
|          | Union des indépendants et paysans (CNIP-ARS)                                                                              | Jean Moreau           | 36 046    | 27,28     | 32 018 | 24,23  | 1 2    |
|          | Mouvement républicain populaire                                                                                           | Louis Protat          | 36 046    | 27,28     | 4 028  | 3,05   | -      |
|          | Parti communiste français                                                                                                 | Jean Cordillot        | 29 584    | 22,39     | -      | -      | 1 1    |
|          | Section française de l'Internationale ouvrière                                                                            | Jacques Piette        | 24 627    | 18,64     | 12 367 | 9,36   | 1 1    |
|          | Parti républicain, radical et radical-socialiste                                                                          | Jean-Paul Coffre      | 24 627    | 18,64     | 5 001  | 3,79   | -      |
|          | Union démocratique et socialiste de la Résistance-Centre républicain d'action paysanne et de défense des classes moyennes | André Vincent         | 24 627    | 18,64     | 4 095  | 3,10   | -      |
|          | Républicains sociaux | Roger Barberot        | 24 627    | 18,64     | 3 164  | 2,40   | - 1    |
|          | Union et fraternité française                                                                                             | Jean Lamale           | 23 511    | 17,79     | 17 427 | 13,19  | 1 1    |
|          | Défense des intérêts agricoles et viticoles                                                                               | Paul Corre            | 23 511    | 17,79     | 3 946  | 2,99   | -      |
|          | Action civique de défense des consommateurs et des intérêts familiaux                                                     | René Champeaux        | 23 511    | 17,79     | 2 138  | 1,62   | -      |
|          | Centre national des indépendants de gauche, des républicains socialistes et des socialistes indépendants                  | Jean-Michel Renaitour | 16 933    | 12,82     | -      | -      | -      |
|          | Parti républicain pour le redressement économique et social                                                               | Madeleine Lenglet     | 1         | 0,00      | -      | -      | -      |
|          | |                       |           |           |        |        |        |
| Inscrits | Inscrits | Inscrits              | 169 888   | 100,00    |        |        | 4      |
| Votants  | Votants | Votants               | 136 604   | 80,41     |        |        |        |
| Exprimés | Exprimés | Exprimés              | 132 132   | 96,73     |        |        |        |